# Vampire (videogioco 1986 Dinamic)
Vampire (Phantomas 2 o Phantomas II) è un videogioco di azione a piattaforme sviluppato e pubblicato in Spagna da Dinamic Software nel 1986 per gli home computer a 8 bit Amstrad CPC, Commodore 64, MSX e ZX Spectrum. All'estero venne pubblicato nel 1986-1987 dalla Codemasters, che cambiò il titolo da Phantomas 2 a Vampire, ed è anche autrice della conversione per Commodore 64.
È il seguito di Phantomas, uscito lo stesso anno solo per ZX Spectrum. Soltanto nella versione spagnola di Phantomas 2 per Spectrum il protagonista è lo stesso di Phantomas, un omino sferico con coppola e mascherina da ladro, mentre in tutte le altre è un'altra creaturina umanoide.

## Modalità di gioco
Scopo del gioco è uccidere il malvagio Conte Dracula che sta devastando la regione circostante. Per fare ciò occorre entrare nel suo castello stregato e vagare per le sue 95 stanze, mostrate con visuale bidimensionale di lato, alla ricerca di oggetti utili stando attenti a evitare gli esseri che lo popolano, alcuni oggetti pericolosi e i trabocchetti di cui sono piene le stanze e che causano la perdita di energia vitale o di una vita. Si è aiutati solo dal cibo che si trova sparso qua e là e che ridà l'energia perduta o fa acquistare una vita. Si possono accumulare fino a un massimo di nove vite.
Occorre recuperare cinque chiavi che permettono di aprire le mura di alcune stanze e di proseguire lungo il percorso, e trovare gli interruttori per aprire sei sipari. Vanno poi collezionati tre oggetti indispensabili per sconfiggere Dracula: una croce, un palo e un martello. Possono essere tenuti fino a un massimo di tre oggetti per volta, pertanto va tenuto in grande considerazione l'ordine con il quale si raccolgono e si usano.
Per entrare nella stanza in cui è custodita l'urna di Dracula, sita sulla cima della torre principale del castello, occorre avere una chiave a forma di croce orizzontale. Essa si trova nella parte più remota del castello, raggiungibile dopo aver attraversato una serie di piattaforme mobili e aver pedalato su una bicicletta generatrice di energia. Solo possedendo questo oggetto è possibile accedere alla stanza di Dracula sulla cima della torre e sconfiggere il malvagio conte che si trova all'interno della sua bara.